# 深能級暫態譜學
深能級暫態譜學（DLTS）是研究半導體中電活性缺陷（稱為電荷載流子陷阱）的實驗工具。DLTS建立基本的缺陷參數並測量其在材料中的濃度。一些參數被認為是缺陷“指紋”，用於對其進行識別和分析。
DLTS研究了簡單電子設備的空間電荷（耗盡）區域中存在的缺陷。最常用的是肖特基二極管或PN接面。在測量過程中，穩態二極管的反向極化電壓會受到電壓脈衝的干擾。該電壓脈衝減小了空間電荷區域中的電場並允許自由載流子半導體塊中的雜質從該區域滲透並對該缺陷進行再充電，從而導致其非平衡充電狀態。脈衝之後，當電壓恢復到其穩態值時，由於熱發射過程，缺陷開始發射被俘獲的載流子。該技術觀察器件空間電荷區的電容，其中缺陷電荷狀態的恢復會引起電容瞬態。循環電壓脈衝，然後進行缺陷電荷狀態恢復，從而允許將不同的信號處理方法應用於缺陷再充電過程分析。
DLTS技術比幾乎任何其他半導體診斷技術都具有更高的靈敏度。例如，在矽中，它可以檢測10～12個材料主體原子中的一部分濃度的雜質和缺陷。此功能及其設計的技術簡單性使其在研究實驗室和半導體材料生產工廠中非常受歡迎。

## 來源
https://aip.scitation.org/doi/10.1063/1.1663719 （页面存档备份，存于）